# SBS Biz
SBS Biz ist ein südkoreanischer Nachrichtensender, der zur Seoul Broadcasting System gehört. Der Sender startete am 28. Dezember 2009.

## Geschichte
Am 13. August 2009 übernahm SBS alle Aktien eines Sport-TV-Senders Xports, die CJ Media (70 %) und IB Sports (30 %) gemeinsam hatten. Nach einer Partnerschaftsvereinbarung mit CNBC (im Besitz von NBCUniversal) am 22. Oktober 2009 wurde Xports am 28. Dezember 2009 durch SBS CNBC geschlossen und ersetzt. Am 1. Januar 2021 hat SBS eine Partnerschaft mit CNBC beendet und in SBS Biz umbenannt.